# Чекуево

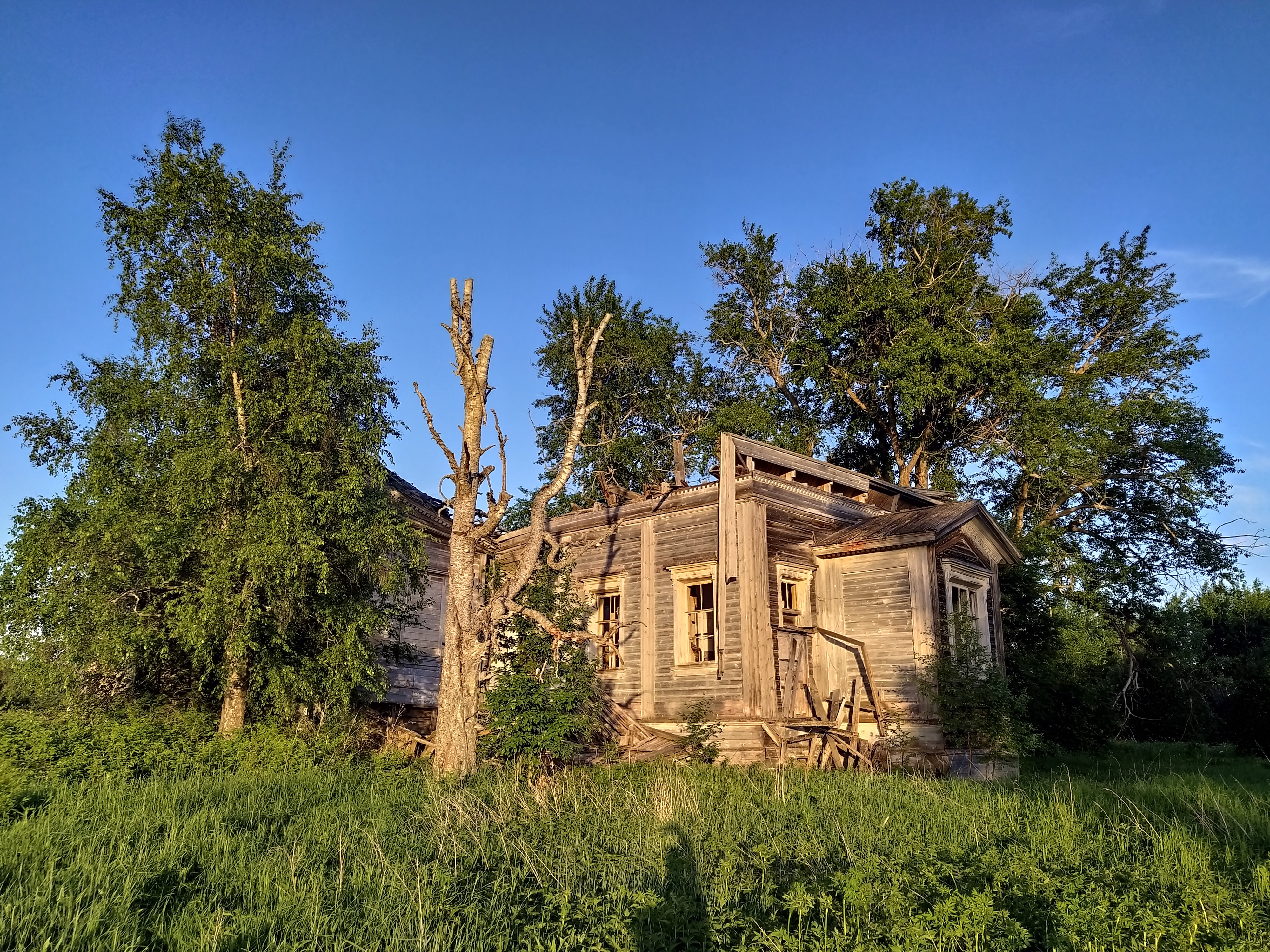
Церковь Сретенская в Чекуево

Чеку́ево — сельский населённый пункт в Онежском районе Архангельской области России. Входит в состав муниципального образования «Чекуевское».

## География
Деревня располагается на левом берегу реки Онега. Ниже деревни по течению реки, Онега распадается на 2 рукава: Большая Онега и Малая Онега.

## История
Ранее Чекуево входило в состав Турчасовского стана Онежского уезда. В 1929 году Чекуевская волость вошла в состав Чекуевского района Архангельского округа Северного края, а Чекуево стало районным центром. 30 июля 1930 года Архангельский округ был упразднён, а Чекуевский район отошёл в прямое подчинение Северного края. Чекуевский райисполком просуществовал до 31 июля 1931 года, когда Чекуевский район был упразднён постановлением президиума Севкрайисполкома, а Чекуево вошло в состав Онежского района.
С 2006 года Чекуево входит в состав укрупнённого Чекуевского сельского поселения Онежского муниципального района с центром в деревне Анциферов Бор, хотя первоначально в 2004 году планировалось создать 6 муниципальных образований, в том числе МО «Чекуевское» с центром в Чекуево.

## Население
| 2002 | 2010 | 2012 |
| ---- | ---- | ---- |
| 21   | ↘3   | ↘2   |

Численность население деревни, по данным Всероссийской переписи населения 2010 года, составляла 3 человека. В 2009 году числилось 9 человек, в том числе 4 пенсионера.

## Топографические карты
- Лист карты P-37-III,IV Онега. Масштаб: 1 : 200 000. Указать дату выпуска/состояния местности.
- Карта-километровка (Лист Усть-Кожа). Архивировано из [mapp37.narod.ru/map1/index017.html оригинала] 25 декабря 2012 года.
- Чекуево на Wikimapia
- Чекуево. Публичная кадастровая карта. Архивировано из оригинала 7 марта 2016 года.